# Midnight Lightning
„Midnight Lightning“ е десетият студиен албум на американския музикант Джими Хендрикс. Това е шестият студиен албум на Хендрикс издаден посмъртно и вторият продуциран от Алан Дъглас.
Дъглас продължава спорната практика, възприета при предходния албум „Crash Landing“ и привлича отново много от същите музиканти да запишат части от песните, като тези записи (направени през 1975 г.) са насложени върху оригинала. В оригиналните записи освен Хендрикс (китара, вокал) участва само Мич Мичъл на барабани в песента „Hear My Train A Coming“.
Албумът не е така добре приет както предходния и достига 43-та позиция в музикалните класации в САЩ и 46-а във Великобритания.

## Песни
Автор на песните е Джими Хендрикс, освен в случаите, където е посочено друго.

### Първа част
1. „Trashman“ – 3:15
2. „Midnight Lightning“ – 3:49
3. „Hear My Train A Comin“ – 5:43
4. „Gypsy Boy“ – 3:45

### Втора част
1. „Blue Suede Shoes“ (Карл Пъркинс) – 3:29
2. „Machine Gun“ – 7:36
3. „Once I Had a Woman“ – 5:20
4. „Beginnings“ (Мич Мичъл) – 3:02

|  | Тази страница частично или изцяло представлява превод на страницата Midnight Lightning в Уикипедия на английски. Оригиналният текст, както и този превод, са защитени от Лиценза „Криейтив Комънс – Признание – Споделяне на споделеното“, а за съдържание, създадено преди юни 2009 година – от Лиценза за свободна документация на ГНУ. Прегледайте историята на редакциите на оригиналната страница, както и на преводната страница, за да видите списъка на съавторите. ВАЖНО: Този шаблон се отнася единствено до авторските права върху съдържанието на статията. Добавянето му не отменя изискването да се посочват конкретни източници на твърденията, които да бъдат благонадеждни. |